# L'albero della cuccagna
L'albero della cuccagna è un album di Cristiano De André pubblicato nel 1990.

## Tracce
1. Non mi so fermare – 5:34
2. In cosa credere – 4:17
3. Natale occidentale – 5:43
4. Mille come me – 4:20
5. Eviterò – 4:30
6. Cattive compagnie – 5:32
7. Senza famiglia – 5:02
8. Gabbia – 4:28

## Formazione
- Cristiano De André - voce, cori, chitarra acustica, violino
- Massimo Luca - chitarra acustica
- Vince Tempera - tastiera, pianoforte, organo Hammond
- Ares Tavolazzi - basso
- Ellade Bandini - batteria
- Fabrizio Consoli - chitarra elettrica
- Paolo Costa - basso
- Walter Calloni - batteria
- Sergio Conforti - tastiera
- Demo Morselli - tromba
- Amedeo Bianchi - sax